# Alhambra (Nice)
Pour les articles homonymes, voir Alhambra.
L'Alhambra est l'un des exemples les plus spectaculaires d'un ancien hôtel de style néo-mauresque sur la côte d'Azur. 
Il est situé sur une parcelle délimitée par le no 46-48 du boulevard de Cimiez en ouest, et par l'avenue de Villebois Mareuil en est, de la commune de Nice. 

## Historique

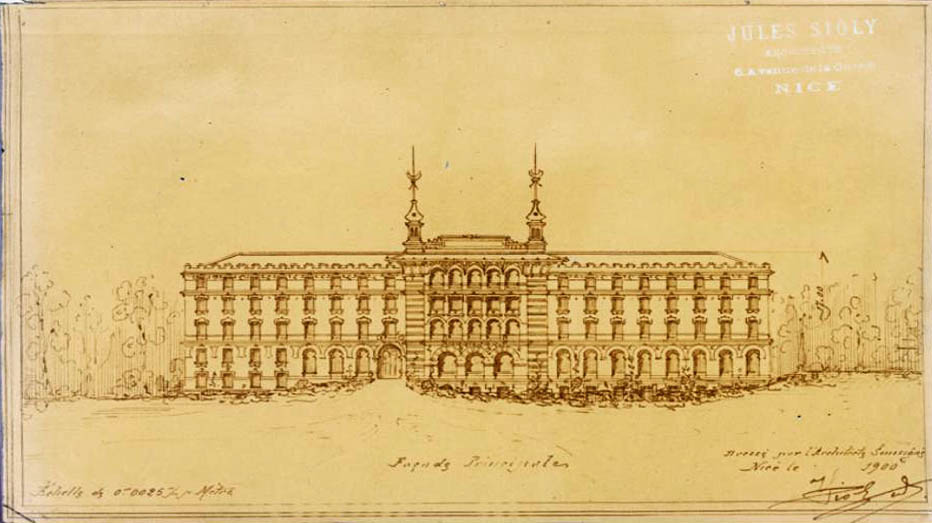
Plan des façades en 1900.

Il s'agit d'une commande de la vicomtesse de Bernis qui le loue sur plan à madame Sabatier signataire du bail commercial avec l’hôtelier suisse Candrian. En 1900, sa construction est confiée à l’architecte Jules Sioly (1870, Nice — 1935, Nice). Le style mauresque choisi n'est pas un choix personnel de l'architecte, mais plutôt un clin d'œil racoleur vers une clientèle hivernante, à cette époque, éprise d'exotisme. La technique de construction est obtenue simplement par des placages décoratifs plus ou moins complets (arcs outrepassés, minarets) sur une façade classique généralement haussmannienne.
Le corps de bâtiment se développe sur un plan en V avec ses ailes en est et en ouest. 
L'hôtel ouvre en 1901. Il possède tout le confort pour attirer une clientèle fortunée pendant la saison qui se limite alors à l'hiver.

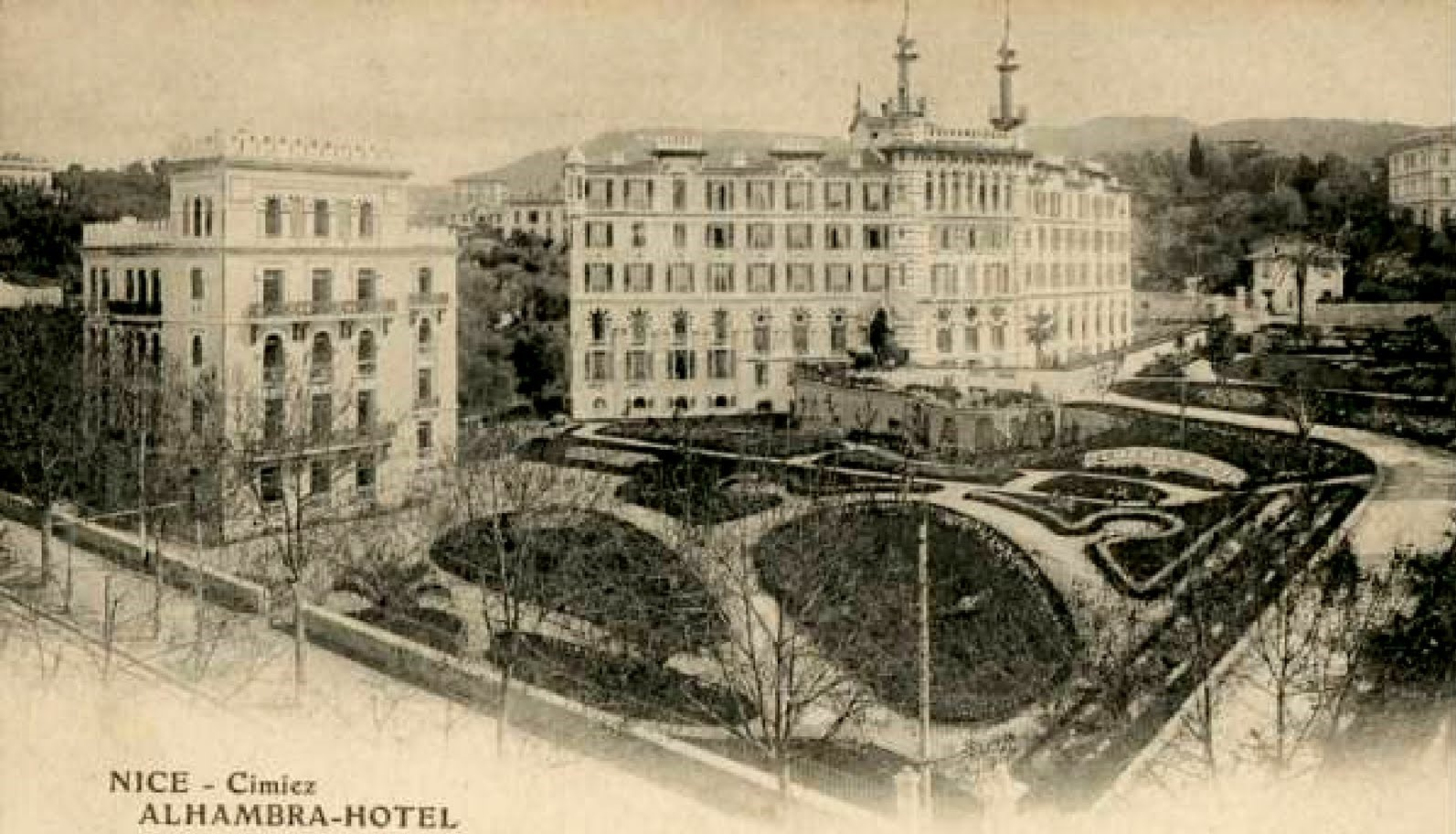
Hotel Alhambra vers 1910.

Pendant la Première Guerre mondiale, l'hôtel est réquisitionné et sert d'hôpital auxiliaire.
À la sortie de la guerre, le nouveau propriétaire le rénove. Durant les années folles, la saison n'est plus réduite au mois de février et mars : le nouveau propriétaire, l'hôtelier Louis Leospo y inaugure un restaurant d'été dans le style de l'hôtel . Après la Seconde Guerre mondiale, et comme beaucoup d'hôtels de la Riviera, l'édifice est transformé en immeuble d’habitation.
La Seconde Guerre mondiale marque l'arrêt de l'hôtel. Il est transformé en immeuble de logements en 1947. L'immeuble devient une copropriété en 1951.
Les façades et toiture du bâtiment de l'ancien hôtel, actuellement Résidence Alhambra ; à l'intérieur le vestibule d'entrée, le grand hall avec sa cheminée, la cage de l'escalier principal avec son ascenseur et le parc en totalité sont inscrits au titre des monuments historiques par arrêté du 20 juin 2000.
L'édifice a reçu le label « Patrimoine du XXe siècle »